# Die Senatorin für Umwelt, Klima und Wissenschaft
Die Senatorin für Umwelt, Klima und Wissenschaft (SUKW) ist das Landesministerium für Umwelt- und Klimafragen sowie Wissenschaft der Freien Hansestadt Bremen. Senatorin ist seit Juli 2023 Kathrin Moosdorf (Bündnis 90/Die Grünen).

## Geschichte
Im Senat Wedemeier I gab es bis Oktober 1987 die getrennten Ressorts des Senators für das Bauwesen mit Senator Bernd Meyer (SPD) und des Senators für Umweltschutz mit Senatorin Eva-Maria Lemke (SPD) an der Spitze.

Im Senat Wedemeier II wurde vom Oktober 1987 bis zum 7. Februar 1989 das Ressort Senator für Umweltschutz, Bauwesen und Stadtentwicklung von Senatorin Lemke-Schulte geführt. Danach wurde das Ressort wieder getrennt in Senator für das Bauwesen unter Senator Konrad Kunick (SPD) und Senator für Umweltschutz und Stadtentwicklung unter Senatorin Lemke-Schulte (SPD).
Auch im Senat Wedemeier III von 1991 bis 1995 blieb es bei dieser Trennung der Ressorts, wobei Senator Ralf Fücks (Bündnis 90/Die Grünen Bremen) das Ressort Umweltschutz und Stadtentwicklung bis zum  23. Februar 1995 leitete und Senatorin Lemke (SPD) das Bauwesen. Diese „Ampelkoalition“ zerbrach 1995 auch an einem Konflikt mit der Bremer FDP über die Stadtentwicklungs- und Flächenpolitik des Senators Fücks. Ursächlich hierfür war die sog. „Piepmatzaffäre“: das Umweltressort hatte das Gewerbegebiet Hemelinger Marsch als EU-Vogelschutzgebiet gemeldet, obgleich das Wirtschaftsressort eine intensive gewerbswirtschaftliche Nutzung des Areals vorgesehen hatte. Vom Februar bis zum Juli 1995 war Kultur- und Jugendsenatorin Helga Trüpel (Grüne) auch für dieses Senatsressort zuständig.
Im Senat Scherf I von 1995 bis 1999 blieb es bei der Trennung der Ressorts Bau, Verkehr und Stadtentwicklung bei Senator Bernt Schulte (CDU) sowie Umweltschutz und Frauen bei Senatorin Christine Wischer (SPD), die auch das Ressort Gesundheit, Jugend und Soziales leitete.
Erst im Senat Scherf II von 1999 bis 2003 gab unter Senatorin  Wischer (SPD) wieder das gemeinsame Ressort Senator für Bau und Umwelt mit den Fachabteilungen Umweltschutz, Flächenbezogener Umweltschutz, Medienbezogener Umweltschutz, Städtebau und Wohnungswesen sowie Bau- und Verkehrsrecht.
Ab dem Senat Scherf III und dem Senat Böhrnsen I von 2003 bis 2007 hieß das Ressort Bau, Umwelt und Verkehr, und wurde von Jens Eckhoff (CDU) bis Februar 2006 und von Ronald-Mike Neumeyer (CDU) geführt. Im Senat Böhrnsen II von 2007 bis 2011 hieß das Ressort  Senator für Umwelt, Bau, Verkehr und Europa und stand unter Senator Reinhard Loske (Grüne). Ab 2011 im Senat Böhrnsen III und Senat Sieling (ab 2015) hieß das das Ressort wieder Umwelt, Bau und Verkehr mit Senator Joachim Lohse (Grüne) an der Spitze. 
Von August 2019 bis Juli 2023 gab es das Ressort Klimaschutz, Umwelt, Mobilität, Stadtentwicklung und Wohnungsbau im Senat Bovenschulte I mit Senatorin Maike Schaefer. Dieses wurde im Juli 2023 durch den Senat Bovenschulte II in die beiden neuen Ressorts „Bau, Mobilität und Stadtentwicklung“ mit Senatorin Özlem Ünsal sowie „Umwelt, Klima und Wissenschaft“ mit Senatorin Kathrin Moosdorf aufgeteilt. Staatsräte sind Jan Fries und Irene Strebl.

## Aufgaben, Organisation

### Senatorische Dienststelle
Das Landesministerium, dass zugleich die kommunalen Aufgaben für die Stadtgemeinde Bremen erfüllt, ist in mehrere Abteilungen und Fachbereiche gegliedert:
- Die Abteilung Zentrales und Ressortplanung koordiniert und übernimmt die Querschnittsaufgaben für das Ressort. Dazu gehört die Betreuung von 630 Beschäftigten in den sechs Abteilungen, die Personalentwicklungen und die Organisationsanpassungen.
- Der Fachbereich Umwelt ist für alle Belange des Umwelt- und Naturschutzes in Bremen zuständig. Dazu gehören neben beispielsweise dem Immissionsschutz, der Abfallwirtschaft, der Grünordnung, dem Natur- und Landschaftsschutz sowie dem Hochwasser- und Küstenschutz in den letzten Jahren auch vermehrt Querschnittsaufgaben wie der Klimaschutz.
- Der Fachbereich Bau und Stadtentwicklung beschäftigt sich mit den verschiedenen Facetten der räumlichen Planung in Bremen: Von der konkreten Bauleitplanung und Bauordnung über die Flächennutzungsplanung bis zur Landesraumordnung. Außerdem sind hier die Aufgabenfelder der Wohnungspolitik und der mittlerweile zum Landesbetrieb umgewandelten eigenständigen GeoInformation Bremen angesiedelt.
- Der Fachbereich Verkehr will stadtverträglichen Mobilität in Bremen vorantreiben. Hier werden Konzepte für alle Verkehrsarten vom Fußverkehr über den Radverkehr, den ÖPNV und SPNV und den Kfz-Verkehr bis hin zum Wirtschafts- und Lkw-Verkehr entwickelt.

### Nachgeordnete Dienststellen
- Amt für Straßen und Verkehr
- Bauamt Bremen-Nord
- Landesamt GeoInformation Bremen

### Zugeordnete Betriebe
- Umweltbetrieb Bremen
- Bau und Vermietung von Nahverkehrsanlagen (BgA)

## Standort
Die ehemalige Behörde des Senators für das Bauwesen zog Anfang der 1980er Jahre in einen Neubau, der an der Nordseite des Ansgarikirchhofs entstanden war. Die Abteilungen für Stadtplanung und Bauordnung sowie die Umweltbehörden befanden sich zunächst verteilt an mehreren Standorten, zum Beispiel in der Langenstraße, Am Wall, in der Großen Weidestraße und in der Theodor-Heuss-Allee. Nach dem Freiwerden des sogenannten Siemens-Hochhauses, Contrescarpe 72, in der Bahnhofsvorstadt, einer Zweigniederlassung des Siemens-Konzerns, wurden hier ab dem Jahr 2000 nach und nach mehrere Abteilungen mit rund 250 Mitarbeitern konzentriert.